# 谢兴
谢兴是德国巴伐利亚州的一个市镇。总面积31.54平方公里，总人口4601人，其中男性2325人，女性2276人（2011年12月31日），人口密度146人/平方公里。